# Rock tapatío
Le rock tapatío, c'est-à-dire le rock originaire de Guadalajara, Jalisco, est une composante importante du rock mexicain.